# 長田攻一
長田 攻一（おさだ こういち、1943年 - ）は、日本の社会学者、早稲田大学名誉教授。専門はコミュニケーションの社会学。

## 来歴
1968年早稲田大学政治経済学部新聞学科卒、1977年同大学院文学研究科社会学専攻博士課程単位取得退学、早稲田大学文学部専任講師、1980年助教授、1985年教授、早稲田大学文学学術院教授。2014年定年退任、名誉教授。

## 著書
- 『社会学の要点整理』実務教育出版 公務員試験合格対策シリーズ 1981
- 『対人コミュニケーションの社会学』学文社 早稲田社会学ブックレット 社会学のポテンシャル 2008

### 共編著
- 『現代の四国遍路 道の社会学の視点から』坂田正顕,関三雄共編著 学文社 2003
- 『道空間のポリフォニー』坂田正顕,千葉文夫共編 音羽書房鶴見書店 2007
- 『つながる/つながらないの社会学 個人化する時代のコミュニティのかたち』田所承己共編 弘文堂 2014

### 翻訳
- ウィルバート・E.ムーア『時間の社会学』丹下隆一共訳 新泉社 1974
- S・N・アイゼンシュタット『社会分化と成層』丹下隆一共訳 早稲田大学出版部 1982
- M.ナタンソン『G.H.ミードの動的社会理論』川越次郎共訳 新泉社 1983
- J.H.ベイリー『地域社会の変貌 岩手県・田野畑村をめぐって』早稲田大学出版部 1996
- タルコット・パーソンズ『社会構造とパーソナリティ』武田良三監訳 丹下隆一,清水英利,小尾健二,川越次郎共訳 新泉社 1973

## 論文
- ＞長田攻一